# Чарбах (електродепо)
ТЧ-1 «Шенгаві́т» (вірм. Շենգավիթ) — електродепо Єреванського метрополітену, здано до експлуатації 26 грудня 1985 року. 
При депо розташовується одноколійна станція «Чарбах», через яку здійснюється човниковий рух до станції «Шенгавіт».
До відкриття депо «Шенгавіт», в 1981—1985 роках, Єреванський метрополітен обходився без повноцінного депо, для технічного обслуговування поїздів використовувалися два тупики у станції «Сасунци Давід». Після відкриття депо на цих коліях обладнали пункт технічного обслуговування для мийки вагонів.
У депо «Шенгавіт» є 16 канав для електрорухомого складу (крайня нава, в якій можуть розміщуватися ще 4 канави, пустує), а також мотодепо. Поруч з депо на окремій території розміщуються об'єднані майстерні з ремонту рухомого складу.
Станом на 1999 рік, депо мало 70 вагонів.
Рухомий склад — 81-714.